# Чемпіонат Кіпру з футболу 2025—2026
Чемпіонат Кіпру з футболу 2025—2026 — 87-й сезон найвищого рівня футбольних дивізіонів Кіпру.

## Зміни порівняно з попереднім сезоном
| ▲ до Першого дивізіону                        | ▼ з Першого дивізіону                        |
| --------------------------------------------- | -------------------------------------------- |
| Іпсонас Акрітас Хлоракас Олімпіакос (Нікосія) | Карміотісса Неа Саламіна Омонія 29-го травня |

## Формат
На першому етапі команди проведуть по 26 матчів: по дві гри між собою вдома та на виїзді.
На другому етапі клуби поділяються на дві групи: 1–6 місця в двоколовому турнірі виявлять чемпіона Кіпру та призерів, 7–14 місця виявлять невдах, які покинуть Перший дивізіон.

## Клуби
| Клуб             | Місто     | Арена               | Місткість |
| ---------------- | --------- | ------------------- | --------- |
| АЕК              | Ларнака   | АЕК Арена           | 7,400     |
| АЕЛ              | Лімасол   | Лімасол Арена       | 10,700    |
| Акрітас Хлоракас | Хлорака   | Стеліос Киріакідес  | 9,394     |
| Анортосіс        | Ларнака   | Антоніс Пападопулос | 10,230    |
| АПОЕЛ            | Нікосія   | ГСП                 | 22,859    |
| Аполлон          | Лімасол   | Лімасол Арена       | 10,700    |
| Аріс             | Лімасол   | Лімасол Арена       | 10,700    |
| Енозіс           | Паралімні | Паралімні           | 5,800     |
| Етнікос (Ахна)   | Ахна      | Дасакі              | 7,000     |
| Іпсонас          | Іпсонас   | Стеліос Чарі        |           |
| Олімпіакос       | Нікосія   | Макаріо             | 16,000    |
| Омонія (Арадіпу) | Арадіпу   | Антоніс Пападопулос | 10,230    |
| Омонія           | Нікосія   | ГСП                 | 22,859    |
| Пафос            | Пафос     | Стеліос Киріакідес  | 9,394     |